# جوناثان إل. هالبرين
جوناثان إل. هالبرين (بالإنجليزية: Jonathan L. Halperin)‏ هو طبيب قلب أمريكي، ولد في 29 يناير 1949 في بوسطن في الولايات المتحدة.